# قائمة أعضاء مجلس الأمن التابع للأمم المتحدة
يتألف أعضاء مجلس الأمن التابع للأمم المتحدة من الأعضاء الخمسة الدائمين وعشرة أعضاء منتخبين وغير دائمين. قبل عام 1966، كان هناك ستة أعضاء منتخبين، بينما لم يتغير الأعضاء الدائمون في جوهرهم منذ إنشاء الأمم المتحدة في عام 1945، بصرف النظر عن تمثيل الصين. ويشغل الأعضاء المنتخبون مقاعدهم في المجلس لمدة سنتين، ويتم التنافس على نصف هذه الأماكن كل سنة. ولضمان الاستمرارية الجغرافية، يخصص عدد معين من الأعضاء لكل مجموعة من المجموعات الإقليمية الخمس للأمم المتحدة.

## العضوية الحالية
الأعضاء الدائمون
| البلد                 | المجموعة الإقليمية                  | عضو منذ                       |
| --------------------- | ----------------------------------- | ----------------------------- |
| جمهورية الصين الشعبية | مجموعة آسيا والمحيط الهادئ          | 1971، حلت محل جمهورية الصين   |
| فرنسا                 | مجموعة دول أوروبا الغربية ودول أخرى | 1946                          |
| الاتحاد الروسي        | مجموعة أوروبا الشرقية               | 1991، حل محل الاتحاد السوفيتي |
| المملكة المتحدة       | مجموعة دول أوروبا الغربية ودول أخرى | 1946                          |
| الولايات المتحدة      | مجموعة دول أوروبا الغربية ودول أخرى | 1946                          |

الأعضاء غير الدائمين
| البلد                    | المجموعة الإقليمية                            | بدأت الفترة | تنتهي الفترة |
| ------------------------ | --------------------------------------------- | ----------- | ------------ |
| البرازيل                 | مجموعة أمريكا اللاتينية ومنطقة البحر الكاريبي | 2022        | 2023         |
| الاكوادور                | مجموعة أمريكا اللاتينية ومنطقة البحر الكاريبي | 2023        | 2024         |
| الجزائر                  | المجموعة الأفريقية                            | 2024        | 2025         |
| سيراليون                 | المجموعة الأفريقية                            | 2024        | 2025         |
| موزمبيق                  | المجموعة الإفريقية                            | 2023        | 2024         |
| الإمارات العربية المتحدة | مجموعة آسيا والمحيط الهادئ                    | 2022        | 2023         |
| اليابان                  | مجموعة آسيا والمحيط الهادئ                    | 2023        | 2024         |
| ألبانيا                  | مجموعة أوروبا الشرقية                         | 2022        | 2023         |
| مالطا                    | مجموعة دول أوروبا الغربية ودول أخرى           | 2023        | 2024         |
| سويسرا                   | مجموعة دول أوروبا الغربية ودول أخرى           | 2023        | 2024         |

## المجموعات الإقليمية
- المجموعة الأفريقية: 3 أعضاء
- مجموعة آسيا والمحيط الهادئ: عضوان

المجموعة الأفريقية
مجموعة آسيا والمحيط الهادئ
مجموعة أوروبا الشرقية
مجموعة أمريكا اللاتينية ومنطقة البحر الكاريبي
مجموعة دول أوروبا الغربية ودول أخرى
أعضاء الأمم المتحدة لا ينتمون إلى أي مجموعة من مجموعات التصويت
الدول أو الأقاليم غير التابعة للأمم المتحدة

- مجموعة أوروبا الشرقية (أو البلدان ذات الاقتصادات الانتقالية): عضو واحد
- مجموعة أمريكا اللاتينية ومنطقة البحر الكاريبي: عضوان
- مجموعة دول أوروبا الغربية ودول أخرى: عضوان؛ على الأقل يجب أن يكون واحد منهم من أوروبا الغربية[1]

بالإضافة إلى ذلك، فإن أحد الأعضاء غير الدائمين في المجلس بلد عربي، بالتناوب من مجموعة دول أفريقيا أو منطقة آسيا والمحيط الهادئ. وقد أضيفت هذه المادة إلى النظام في عام 1967 لتطبيقها ابتداء من عام 1968.
تنتخب الجمعية العامة للأمم المتحدة كل عام خمسة أعضاء جدد لمدة سنتين؛ وتبدأ هذه الانتخابات على الدوام في أكتوبر من السنة، وتستمر إلى أن يتم التوصل إلى أغلبية الثلثين ل عدد من البلدان ل كل منطقة. ويُسمح بإعادة الانتخاب، لكن المدة يجب ألا تكون متعاقبة.
الجدول الزمني للانتخابات
| الفترة التي تبدأ في السنوات التالية:        | فردي     | زوجي       |
| ------------------------------------------- | -------- | ---------- |
| المجموعة الأفريقية                          | عضو واحد | عضوان *    |
| مجموعة آسيا والمحيط الهادئ                  | عضو واحد | عضو واحد * |
| مجموعة أوروبا الشرقية                       | لا أحد   | عضو واحد   |
| مجموعة أمريكا اللاتينية ومنطقة بحر الكاريبي | عضو واحد | عضو واحد   |
| مجموعة دول أوروبا الغربية ودول أخرى         | عضوان    | لا أحد     |

* ممثل الدول العربية يتناوب بين هذين المقعدين المنتخبين.

## تكوين مجلس الأمن السابق والمقبل
في الفترة من عام 1946 إلى عام 1965، ضم مجلس الأمن ستة أعضاء غير دائمين. كانت المجموعات الإقليمية في ذلك الوقت كما يلي:
- أمريكا اللاتينية: 2 عضوا
- كومنولث الأمم: عضو واحد
- أوروبا الشرقية: عضو واحد
- الشرق الأوسط: عضو واحد
- أوروبا الغربية: عضو واحد

هناك بعض الاستثناءات لهذه المجموعات: فقد حلت ليبريا محل بلد من بلدان أوروبا الغربية في عام 1961؛ وحلت ساحل العاج محل عضو في الكومنولث في الفترة من 1964 إلى 1965؛ وشملت مجموعة دول أوروبا الشرقية بلدان آسيوية من عام 1956.
كجزء من التوسيع المقترح لعضوية مجلس الأمن، تسعى ألمانيا والبرازيل والهند واليابان، بصورة جماعية، مجموعة الـ 4 أو مجموعة الـ G4 ، إلى الحصول على تمثيل دائم في هذه الهيئة. وعارضت إيطاليا توسيع مجلس الأمن من خلال إنشاء مجموعة الاتحاد من أجل توافق الآراء.

## العضوية حسب السنة

### الدائمة
| السنة     | المقاعد الدائمة        | المقاعد الدائمة | المقاعد الدائمة  | المقاعد الدائمة | المقاعد الدائمة  |
| --------- | ---------------------- | --------------- | ---------------- | --------------- | ---------------- |
| 1945–1948 | جمهورية الصين          | فرنسا           | الاتحاد السوفيتي | المملكة المتحدة | الولايات المتحدة |
| 1949–1970 | جمهورية الصين (تايوان) | فرنسا           | الاتحاد السوفيتي | المملكة المتحدة | الولايات المتحدة |
| 1971–1991 | جمهورية الصين الشعبية  | فرنسا           | الاتحاد السوفيتي | المملكة المتحدة | الولايات المتحدة |
| 1992–الآن | جمهورية الصين الشعبية  | فرنسا           | الاتحاد الروسي   | المملكة المتحدة | الولايات المتحدة |

### غير الدائمة (1946–1965)
| السنة | أمريكا اللاتينية | أمريكا اللاتينية | دول الكومنولث | أوروبا الشرقية وآسيا | الشرق الأوسط              | أوروبا الغربية  |
| ----- | ---------------- | ---------------- | ------------- | -------------------- | ------------------------- | --------------- |
| 1946  | البرازيل         | المكسيك          | أستراليا      | بولندا               | مصر                       | هولندا          |
| 1947  | البرازيل         | كولومبيا         | أستراليا      | بولندا               | سوريا                     | بلجيكا          |
| 1948  | الأرجنتين        | كولومبيا         | كندا          | أوكرانيا             | سوريا                     | بلجيكا          |
| 1949  | الأرجنتين        | كوبا             | كندا          | أوكرانيا             | مصر                       | النرويج         |
| 1950  | الإكوادور        | كوبا             | الهند         | يوغوسلافيا           | مصر                       | النرويج         |
| 1951  | الإكوادور        | البرازيل         | الهند         | يوغوسلافيا           | تركيا                     | هولندا          |
| 1952  | تشيلي            | البرازيل         | باكستان       | اليونان              | تركيا                     | هولندا          |
| 1953  | تشيلي            | كولومبيا         | باكستان       | اليونان              | لبنان                     | الدنمارك        |
| 1954  | البرازيل         | كولومبيا         | نيوزيلندا     | تركيا                | لبنان                     | الدنمارك        |
| 1955  | البرازيل         | بيرو             | نيوزيلندا     | تركيا                | إيران                     | بلجيكا          |
| 1956  | كوبا             | بيرو             | أستراليا      | يوغوسلافيا           | إيران                     | بلجيكا          |
| 1957  | كوبا             | كولومبيا         | أستراليا      | الفلبين              | العراق                    | السويد          |
| 1958  | بنما             | كولومبيا         | كندا          | اليابان              | العراق                    | السويد          |
| 1959  | بنما             | الأرجنتين        | كندا          | اليابان              | تونس                      | إيطاليا         |
| 1960  | الإكوادور        | الأرجنتين        | سيلان         | بولندا               | تونس                      | إيطاليا         |
| 1961  | الإكوادور        | تشيلي            | سيلان         | تركيا                | الجمهورية العربية المتحدة | ليبيريا         |
| 1962  | فنزويلا          | تشيلي            | غانا          | رومانيا              | الجمهورية العربية المتحدة | جمهورية أيرلندا |
| 1963  | فنزويلا          | البرازيل         | غانا          | الفلبين              | المغرب                    | النرويج         |
| 1964  | بوليفيا          | البرازيل         | ساحل العاج    | تشيكوسلوفاكيا        | المغرب                    | النرويج         |
| 1965  | بوليفيا          | الأوروغواي       | ساحل العاج    | ماليزيا              | الأردن                    | هولندا          |

### غير الدائمة (1966–الآن)
| Year | المجموعة الأفريقية            | المجموعة الأفريقية | المجموعة الأفريقية | مجموعة آسيا والمحيط الهادئ | مجموعة آسيا والمحيط الهادئ | مجموعة أمريكا اللاتينية ومنطقة البحر الكاريبي | مجموعة أمريكا اللاتينية ومنطقة البحر الكاريبي | مجموعة دول أوروبا الغربية ودول أخرى | مجموعة دول أوروبا الغربية ودول أخرى | مجموعة أوروبا الشرقية |
| ---- | ----------------------------- | ------------------ | ------------------ | -------------------------- | -------------------------- | --------------------------------------------- | --------------------------------------------- | ----------------------------------- | ----------------------------------- | --------------------- |
| Year | * يشير إلى ممثل الدول العربية |                    |                    |                            |                            | مجموعة أمريكا اللاتينية ومنطقة البحر الكاريبي | مجموعة أمريكا اللاتينية ومنطقة البحر الكاريبي | مجموعة دول أوروبا الغربية ودول أخرى | مجموعة دول أوروبا الغربية ودول أخرى | مجموعة أوروبا الشرقية |
| 1966 | مالي                          | نيجيريا            | أوغندا             | اليابان                    | الأردن *                   | الأرجنتين                                     | الأوروغواي                                    | هولندا                              | نيوزيلندا                           | بلغاريا               |
| 1967 | مالي                          | نيجيريا            | إثيوبيا            | اليابان                    | الهند                      | الأرجنتين                                     | البرازيل                                      | كندا                                | الدنمارك                            | بلغاريا               |
| 1968 | الجزائر *                     | السنغال            | إثيوبيا            | باكستان                    | الهند                      | باراغواي                                      | البرازيل                                      | كندا                                | الدنمارك                            | المجر                 |
| 1969 | الجزائر *                     | السنغال            | زامبيا             | باكستان                    | نيبال                      | باراغواي                                      | كولومبيا                                      | فنلندا                              | إسبانيا                             | المجر                 |
| 1970 | بوروندي                       | سيراليون           | زامبيا             | سوريا *                    | نيبال                      | نيكاراغوا                                     | كولومبيا                                      | فنلندا                              | إسبانيا                             | بولندا                |
| 1971 | بوروندي                       | سيراليون           | الصومال            | سوريا *                    | اليابان                    | نيكاراغوا                                     | الأرجنتين                                     | بلجيكا                              | إيطاليا                             | بولندا                |
| 1972 | غينيا                         | السودان *          | الصومال            | الهند                      | اليابان                    | بنما                                          | الأرجنتين                                     | بلجيكا                              | إيطاليا                             | يوغوسلافيا            |
| 1973 | غينيا                         | السودان *          | كينيا              | الهند                      | إندونيسيا                  | بنما                                          | بيرو                                          | أستراليا                            | النمسا                              | يوغوسلافيا            |
| 1974 | الكاميرون                     | موريتانيا          | كينيا              | العراق *                   | إندونيسيا                  | كوستاريكا                                     | بيرو                                          | أستراليا                            | النمسا                              | بيلاروس               |
| 1975 | الكاميرون                     | موريتانيا          | تنزانيا            | العراق *                   | اليابان                    | كوستاريكا                                     | غيانا                                         | إيطاليا                             | السويد                              | بيلاروس               |
| 1976 | بنين                          | ليبيا *            | تنزانيا            | باكستان                    | اليابان                    | بنما                                          | غيانا                                         | إيطاليا                             | السويد                              | رومانيا               |
| 1977 | بنين                          | ليبيا *            | موريشيوس           | باكستان                    | الهند                      | بنما                                          | فنزويلا                                       | كندا                                | ألمانيا الغربية                     | رومانيا               |
| 1978 | الغابون                       | نيجيريا            | موريشيوس           | الكويت *                   | الهند                      | بوليفيا                                       | فنزويلا                                       | كندا                                | ألمانيا الغربية                     | تشيكوسلوفاكيا         |
| 1979 | الغابون                       | نيجيريا            | زامبيا             | الكويت *                   | بنغلاديش                   | بوليفيا                                       | جامايكا                                       | النرويج                             | البرتغال                            | تشيكوسلوفاكيا         |
| 1980 | النيجر                        | تونس *             | زامبيا             | الفلبين                    | بنغلاديش                   | المكسيك                                       | جامايكا                                       | النرويج                             | البرتغال                            | ألمانيا الشرقية       |
| 1981 | النيجر                        | تونس *             | أوغندا             | الفلبين                    | اليابان                    | المكسيك                                       | بنما                                          | جمهورية أيرلندا                     | إسبانيا                             | ألمانيا الشرقية       |
| 1982 | توغو                          | زائير              | أوغندا             | الأردن *                   | اليابان                    | غيانا                                         | بنما                                          | جمهورية أيرلندا                     | إسبانيا                             | Poland                |
| 1983 | توغو                          | زائير              | زيمبابوي           | الأردن *                   | باكستان                    | غيانا                                         | نيكاراغوا                                     | مالطا                               | هولندا                              | Poland                |
| 1984 | بوركينا فاسو                  | مصر *              | زيمبابوي           | الهند                      | باكستان                    | بيرو                                          | نيكاراغوا                                     | مالطا                               | هولندا                              | Ukraine               |
| 1985 | بوركينا فاسو                  | مصر *              | مدغشقر             | الهند                      | تايلاند                    | بيرو                                          | ترينيداد وتوباغو                              | أستراليا                            | الدنمارك                            | Ukraine               |
| 1986 | Congo                         | غانا               | مدغشقر             | الإمارات العربية المتحدة * | تايلاند                    | فنزويلا                                       | ترينيداد وتوباغو                              | أستراليا                            | الدنمارك                            | بلغاريا               |
| 1987 | Congo                         | غانا               | زامبيا             | الإمارات العربية المتحدة * | اليابان                    | فنزويلا                                       | الأرجنتين                                     | ألمانيا الغربية                     | إيطاليا                             | بلغاريا               |
| 1988 | الجزائر *                     | السنغال            | زامبيا             | نيبال                      | اليابان                    | البرازيل                                      | الأرجنتين                                     | ألمانيا الغربية                     | إيطاليا                             | يوغوسلافيا            |
| 1989 | الجزائر *                     | السنغال            | إثيوبيا            | نيبال                      | ماليزيا                    | البرازيل                                      | كولومبيا                                      | كندا                                | فنلندا                              | يوغوسلافيا            |
| 1990 | ساحل العاج                    | زائير              | إثيوبيا            | اليمن *                    | ماليزيا                    | كوبا                                          | كولومبيا                                      | كندا                                | فنلندا                              | رومانيا               |
| 1991 | ساحل العاج                    | زائير              | زيمبابوي           | اليمن *                    | الهند                      | كوبا                                          | الإكوادور                                     | النمسا                              | بلجيكا                              | رومانيا               |
| 1992 | الرأس الأخضر                  | المغرب *           | زيمبابوي           | اليابان                    | الهند                      | فنزويلا                                       | الإكوادور                                     | النمسا                              | بلجيكا                              | المجر                 |
| 1993 | الرأس الأخضر                  | المغرب *           | جيبوتي             | اليابان                    | باكستان                    | فنزويلا                                       | البرازيل                                      | نيوزيلندا                           | إسبانيا                             | المجر                 |
| 1994 | نيجيريا                       | رواندا             | جيبوتي             | عمان *                     | باكستان                    | الأرجنتين                                     | البرازيل                                      | نيوزيلندا                           | إسبانيا                             | جمهورية التشيك        |
| 1995 | نيجيريا                       | رواندا             | بوتسوانا           | عمان *                     | إندونيسيا                  | الأرجنتين                                     | هندوراس                                       | ألمانيا                             | إيطاليا                             | جمهورية التشيك        |
| 1996 | مصر *                         | غينيا بيساو        | بوتسوانا           | كوريا الجنوبية             | إندونيسيا                  | تشيلي                                         | هندوراس                                       | ألمانيا                             | إيطاليا                             | بولندا                |
| 1997 | مصر *                         | غينيا بيساو        | كينيا              | كوريا الجنوبية             | اليابان                    | تشيلي                                         | كوستاريكا                                     | البرتغال                            | السويد                              | بولندا                |
| 1998 | الغابون                       | غامبيا             | كينيا              | البحرين *                  | اليابان                    | البرازيل                                      | كوستاريكا                                     | البرتغال                            | السويد                              | سلوفينيا              |
| 1999 | الغابون                       | غامبيا             | ناميبيا            | البحرين *                  | ماليزيا                    | البرازيل                                      | الأرجنتين                                     | كندا                                | هولندا                              | سلوفينيا              |
| 2000 | مالي                          | تونس *             | ناميبيا            | بنغلاديش                   | ماليزيا                    | جامايكا                                       | الأرجنتين                                     | كندا                                | هولندا                              | أوكرانيا              |
| 2001 | مالي                          | تونس *             | موريشيوس           | بنغلاديش                   | سنغافورة                   | جامايكا                                       | كولومبيا                                      | جمهورية أيرلندا                     | النرويج                             | أوكرانيا              |
| 2002 | الكاميرون                     | غينيا              | موريشيوس           | سوريا *                    | سنغافورة                   | المكسيك                                       | كولومبيا                                      | جمهورية أيرلندا                     | النرويج                             | بلغاريا               |
| 2003 | الكاميرون                     | غينيا              | أنغولا             | سوريا *                    | باكستان                    | المكسيك                                       | تشيلي                                         | ألمانيا                             | إسبانيا                             | بلغاريا               |
| 2004 | الجزائر *                     | بنين               | أنغولا             | الفلبين                    | باكستان                    | البرازيل                                      | تشيلي                                         | ألمانيا                             | إسبانيا                             | رومانيا               |
| 2005 | الجزائر *                     | بنين               | تنزانيا            | الفلبين                    | اليابان                    | البرازيل                                      | الأرجنتين                                     | الدنمارك                            | اليونان                             | رومانيا               |
| 2006 | غانا                          | الكونغو            | تنزانيا            | قطر *                      | اليابان                    | بيرو                                          | الأرجنتين                                     | الدنمارك                            | اليونان                             | سلوفاكيا              |
| 2007 | غانا                          | الكونغو            | جنوب إفريقيا       | قطر *                      | إندونيسيا                  | بيرو                                          | بنما                                          | بلجيكا                              | إيطاليا                             | سلوفاكيا              |
| 2008 | بوركينا فاسو                  | ليبيا *            | جنوب إفريقيا       | فيتنام                     | إندونيسيا                  | كوستاريكا                                     | بنما                                          | بلجيكا                              | إيطاليا                             | كرواتيا               |
| 2009 | بوركينا فاسو                  | ليبيا *            | أوغندا             | فيتنام                     | اليابان                    | كوستاريكا                                     | المكسيك                                       | النمسا                              | تركيا                               | كرواتيا               |
| 2010 | الغابون                       | نيجيريا            | أوغندا             | لبنان *                    | اليابان                    | البرازيل                                      | المكسيك                                       | النمسا                              | تركيا                               | البوسنة والهرسك       |
| 2011 | الغابون                       | نيجيريا            | جنوب إفريقيا       | لبنان *                    | الهند                      | البرازيل                                      | كولومبيا                                      | ألمانيا                             | البرتغال                            | البوسنة والهرسك       |
| 2012 | المغرب *                      | توغو               | جنوب إفريقيا       | باكستان                    | الهند                      | غواتيمالا                                     | كولومبيا                                      | ألمانيا                             | البرتغال                            | أذربيجان              |
| 2013 | المغرب *                      | توغو               | رواندا             | باكستان                    | كوريا الجنوبية             | غواتيمالا                                     | الأرجنتين                                     | أستراليا                            | لوكسمبورغ                           | أذربيجان              |
| 2014 | تشاد                          | نيجيريا            | رواندا             | الأردن *                   | كوريا الجنوبية             | تشيلي                                         | الأرجنتين                                     | أستراليا                            | لوكسمبورغ                           | ليتوانيا              |
| 2015 | تشاد                          | نيجيريا            | أنغولا             | الأردن *                   | ماليزيا                    | تشيلي                                         | فنزويلا                                       | نيوزيلندا                           | إسبانيا                             | ليتوانيا              |
| 2016 | مصر *                         | السنغال            | أنغولا             | اليابان                    | ماليزيا                    | الأوروغواي                                    | فنزويلا                                       | نيوزيلندا                           | إسبانيا                             | أوكرانيا              |
| 2017 | مصر *                         | السنغال            | إثيوبيا            | اليابان                    | كازاخستان                  | الأوروغواي                                    | بوليفيا                                       | إيطاليا                             | السويد                              | أوكرانيا              |
| 2018 | ساحل العاج                    | غينيا الاستوائية   | إثيوبيا            | الكويت *                   | كازاخستان                  | بيرو                                          | بوليفيا                                       | هولندا                              | السويد                              | بولندا                |
| 2019 | ساحل العاج                    | غينيا الاستوائية   | جنوب إفريقيا       | الكويت *                   | إندونيسيا                  | بيرو                                          | جمهورية الدومينيكان                           | بلجيكا                              | ألمانيا                             | بولندا                |
| 2020 | النيجر                        | تونس*              | جنوب إفريقيا       | فيتنام                     | إندونيسيا                  | سانت فينسنت والغرينادين                       | جمهورية الدومينيكان                           | بلجيكا                              | ألمانيا                             | إستونيا               |
| 2021 | النيجر                        | تونس*              | كينيا              | فيتنام                     | الهند                      | سانت فينسنت والغرينادين                       | المكسيك                                       | جمهورية أيرلندا                     | النرويج                             | إستونيا               |
| 2022 | الغابون                       | غانا               | كينيا              | الإمارات العربية المتحدة*  | الهند                      | البرازيل                                      | المكسيك                                       | جمهورية أيرلندا                     | النرويج                             | ألبانيا               |
| 2023 | الغابون                       | غانا               | موزمبيق            | الإمارات العربية المتحدة*  | اليابان                    | البرازيل                                      | الإكوادور                                     | مالطا                               | سويسرا                              | ألبانيا               |
| 2024 | الجزائر*                      | سيراليون           | موزمبيق            | كوريا الجنوبية             | اليابان                    | غيانا                                         | الإكوادور                                     | مالطا                               | سويسرا                              | سلوفينيا              |